# Ewelina Marcisz
Ewelina Marcisz, née le 4 février 1991 à Krosno, est une fondeuse polonaise. 

## Biographie
Membre du club MKS Halicz Ustrzyki Dolne, elle court sa première compétition officielle en 2007, lors de la Coupe slave.
En 2009, la Polonaise prend part au Festival olympique de la jeunesse européenne à Szczyrk, terminant au mieux 17e. En 2010, elle dispute ses premiers Championnats du monde junior à Hinterzarten, obtenant notamment une quinzième place sur la poursuite. Un an plus tard, lors des Championnats du monde junior à Otepää, elle arrive cinquième dans cette même épreuve. Cet hiver, elle est intégrée à l'équipe nationale élite, faisant ses débuts dans la Coupe du monde au Nordic Opening et aux Championnats du monde à Oslo.
Son premier résultat significatif dans la Coupe du monde a lieu en janvier 2014 lorsqu'elle prend la trentième place au dix kilomètres classique à Szklarska Poręba.
En 2014-2015, elle effectue de nouveau une saison complète au haut niveau, finissant à quelques reprises dans le top 30, y compris lors des Championnats du monde à Falun, où elle finit notamment 24e du sprint classique 26e du skiathlon et cinquième du relais. Aussi, elle décroche deux médailles à l'Universiade : l'argent au sprint et le bronze sur quinze kilomètres.
Depuis, elle ne parvient plus à se classer dans la Coupe du monde.
En 2018 à Pyeongchang, elle prend part à ses premiers et seuls jeux olympiques, se classant 38e du sprint, 42e du dix kilomètres libre, 31e du skiathlon et dixième du relais.
Elle met un terme à sa carrière sportive en 2018 et rejoint en tant qu'assistante l'équipe paralympique polonaise. Sa sœur cadette Izabela est aussi une fondeuse de haut niveau.

## Palmarès

### Jeux olympiques d'hiver
| Épreuve / Édition   | Sprint                           | Sprint    | 10 km | 10 km                            | Skiathlon 2 × 15 km | 30 km | Relais | Relais   |
| Épreuve / Édition   | libre                            | classique | libre | classique                        | Skiathlon 2 × 15 km | 30 km | Sprint | 4 × 5 km |
| JO 2018 Pyeongchang | Épreuve inexistante à cette date | 38e       | 42e   | Épreuve inexistante à cette date | 31e                 | -     | -      | 10e      |

Légende :
- : pas d'épreuve
- — : Non disputée par Marcisz

### Championnats du monde
| Épreuve / Édition   | Sprint                           | Sprint                           | 10 km                            | 10 km                            | Poursuite/Skiathlon 2 × 7,5 km | 30 km | Relais | Relais   |
| Épreuve / Édition   | libre                            | classique                        | libre                            | classique                        | Poursuite/Skiathlon 2 × 7,5 km | 30 km | Sprint | 4 × 5 km |
| Mondiaux 2011 Oslo  | 47e                              | Épreuve inexistante à cette date | Épreuve inexistante à cette date | 54e                              | -                              | -     | -      | 8e       |
| Mondiaux 2015 Falun | Épreuve inexistante à cette date | 24e                              | 43e                              | Épreuve inexistante à cette date | 26e                            | -     | -      | 5e       |
| Mondiaux 2017 Lahti | 52e                              | Épreuve inexistante à cette date | Épreuve inexistante à cette date | 41e                              | -                              | -     | 9e     | 8e       |

Légende :
- : pas d'épreuve
- — :  Épreuve non disputée par Marcisz

### Coupe du monde
- Meilleur classement général : 108e en 2015.
- Meilleur résultat individuel : 26e.

#### Classements en Coupe du monde
| Année     | Classement général final | Classement sprint | Classement distance |
| 2013-2014 | 115e                     |                   | 87e                 |
| 2014-2015 | 108e                     | 75e               | 80e                 |

### Universiades
- Štrbské Pleso 2015 :
  -  Médaille d'argent sur le sprint.
  -  Médaille de bronze sur le quinze kilomètres (départ en masse).